# Полнотекстовый поиск
Полнотекстовый поиск (англ. Full text searching, фр. Recherche en texte integral) — автоматизированный поиск документов, при котором поиск ведётся не по именам документов, а по их содержимому, всему или существенной части. Многие веб-сайты и прикладные программы (например, программы для обработки текстов) предоставляют возможности полнотекстового поиска. Некоторые системы веб-поиска, такие как AltaVista, используют методы полнотекстового поиска, в то время как другие индексируют только часть веб-страниц, проверенных их системами индексации.

## Полнотекстовый индекс
Первые версии программ полнотекстового поиска предполагали сканирование всего содержимого всех документов в поиске заданного слова или фразы. При использовании такой технологии поиск занимал очень много времени (в зависимости от размера базы), а в интернете был бы невыполним. Современные алгоритмы заранее формируют для поиска так называемый полнотекстовый индекс — словарь, в котором перечислены все слова и указано, в каких местах они встречаются. При наличии такого индекса достаточно осуществить поиск нужных слов в нём и тогда сразу же будет получен список документов, в которых они встречаются.

## Реализации

### MySQL
Полнотекстовые индексы в MySQL обозначаются как типом «FULLTEXT», который может применяться для столбцов типов «VARCHAR» и «TEXT». При массовом добавлении данных в таблицу с полями «FULLTEXT» индекс будет создаваться сразу, что замедлит работу, для избежания эффекта рекомендуется модернизировать поля уже после добавления.
Поиск выполняется с помощью функций MATCH() и AGAINST():
```
  
SELECT
 
*
 
FROM
 
articles
 
WHERE
 
MATCH
 
(
title
,
 
body
)
 
AGAINST
 
(
'поиск'
);

```

При этом поисковая фраза должна быть написана слово в слово (то есть «поиска», «поисковик» — невалидные варианты для примера выше)
Результат (жирным выделены найденные соответствия):
| id | title                | body                                                                                           |
| -- | -------------------- | ---------------------------------------------------------------------------------------------- |
| 5  | Регулярные выражения | В большинстве реализаций регулярных выражений есть способ производить поиск фрагмента текста … |
| 1  | Полнотекстовой поиск | Полнотекстовой поиск …                                                                         |